# By Special Request: From Louisiana to Tennessee
By Special Request: From Louisiana to Tennessee – album koncertowy Elvisa Presleya, zawierający nagranie koncertu z 30 marca 1977 r. z Alexandrii w Luizjanie. Elvis miał na sobie King of Spades suit. Album został wydany w 1997 roku.

## Lista utworów
1. "Love Me"
2. "If You Love Me"
3. "You Gave Me a Mountain"
4. "Jailhouse Rock"
5. "’O sole mio – It’s Now or Never"
6. "Little Sister"
7. "Teddy Bear – Don’t Be Cruel"
8. "And I Love You So"
9. "Fever"
10. "Love Me Tender"
11. "Hurt"
12. "Hound Dog"
13. "Danny Boy" (wyk. Sherril Nielsen)
14. "Walk with Me" (wyk. Sherril Nielsen)
15. "Blue Suede Shoes"
16. "Can’t Help Falling in Love"

## Bonus
"Help Me", "My Boy", "Loving Arms", "It’s Midnight", "If You Talk In Your Sleep", "Thinking About You", "Good Time Charlie’s Got The Blues", "Talk About The Good Times", "Girl Of Mine" (nagrania z Stax Studios - 1973)